# Love of My Life (Fred-Astaire-Lied)
Love of My Life ist ein Swingsong, der von Artie Shaw (Musik) und Johnny Mercer (Text) geschrieben und 1938 veröffentlicht wurde. Bekannt wurde er vor allem durch Fred Astaire.
Shaw und Mercer schrieben (Would You Like to Be the) Love of My Life für den Film Swing-Romanze (1940) unter der Regie von H. C. Potter, mit Fred Astaire und Paulette Goddard in den Hauptrollen. Love of My Life, im Film von Astaire vorgestellt, erhielt 1941 eine Oscar-Nominierung in der Kategorie Bester Song.

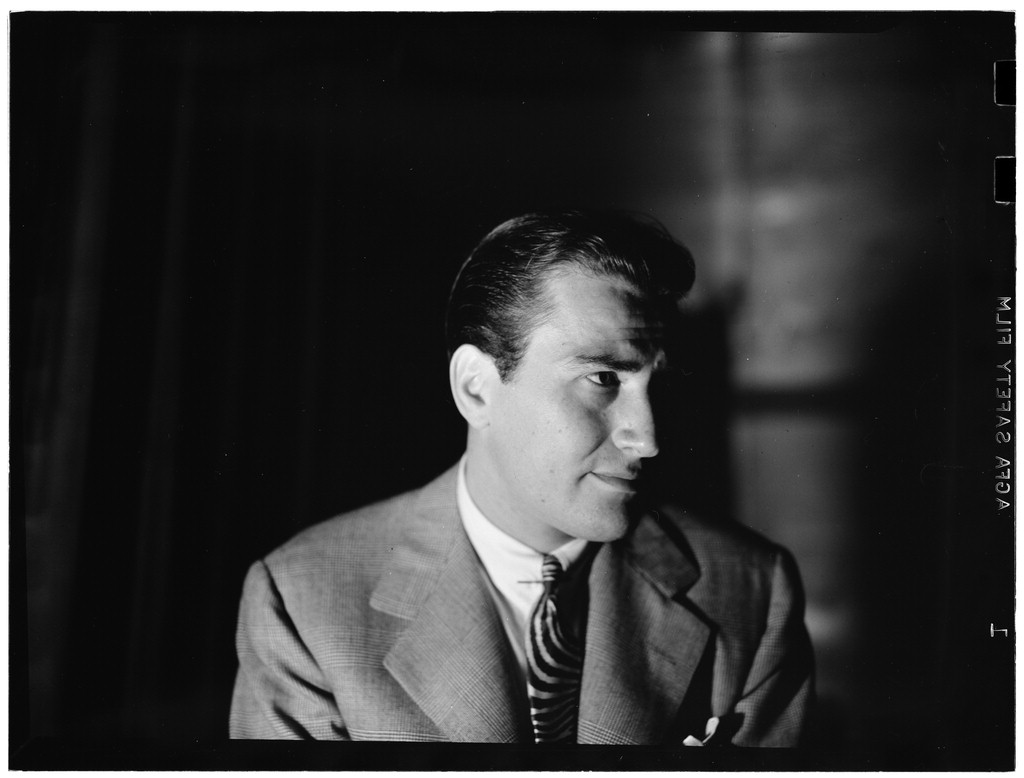
Artie Shaw, um 1947.
Fotografie von William P. Gottlieb.

Bei der Filmaufnahme von Swing-Romanze im August 1940 spielten im Artie-Shaw-Orchester u. a. Bobby Hackett (der in dem Film das Trompetenspiel von Fred Astaire synchronisierte), Billy Butterfield (Trompete), Vernon Brown (Posaune), Jerry Jerome (Tenorsaxophon), Johnny Guarnieri (Piano) und Nick Fatool (Schlagzeug). Coverversionen von Love of My Life nahmen ab 1940 Claude Thornhill (Okeh Records 5901), Tony Pastor, Woody Herman (Decca 3544), Will Bradley (Columbia 35871), Artie Shaw (mit Bandvokalistin Anita Boyer und Arrangeur Ray Conniff; Victor 26790) und Fred Astaire selbst (Columbia 35815) auf. Artie Shaw selbst nahm den Song mehrmals auf, u. a. mit Vokalist Mel Tormé. In späteren Jahren interpretierten u. a. Barney Kessel und Page Cavanaugh.
Der Shaw/Mercer-Song ist nicht mit den gleichnamigen Kompositionen von Cole Porter, die er für das Musical The Pirate (1948) schrieb, und von Roger Kellaway zu verwechseln.